# Моранди, Риккардо
Риккардо Моранди (1 сентября 1902 — 25 декабря 1989) — итальянский инженер, известный инновационным использованием железобетона. Среди его самых известных работ был Мост Генерала Рафаэля Урданеты в Венесуэле, длиной в 8 км через озеро Маракайбо, включающий семь вантовых пролётов на необычных опорах.

## Карьера

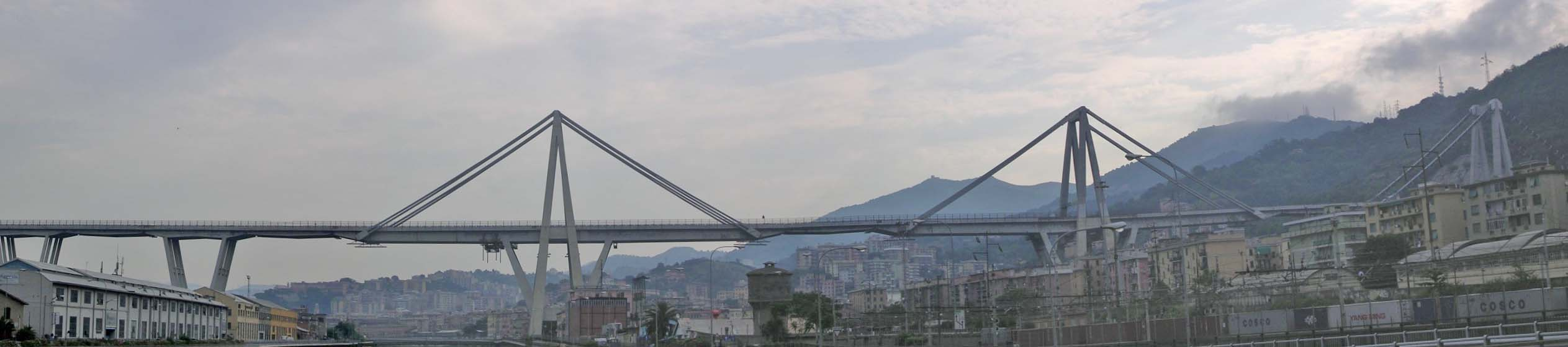
Мост Моранди, Генуя, Италия

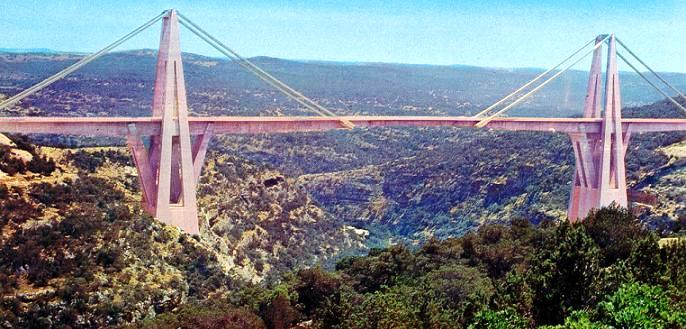
Мост Вади-Эль-Куф, Ливия

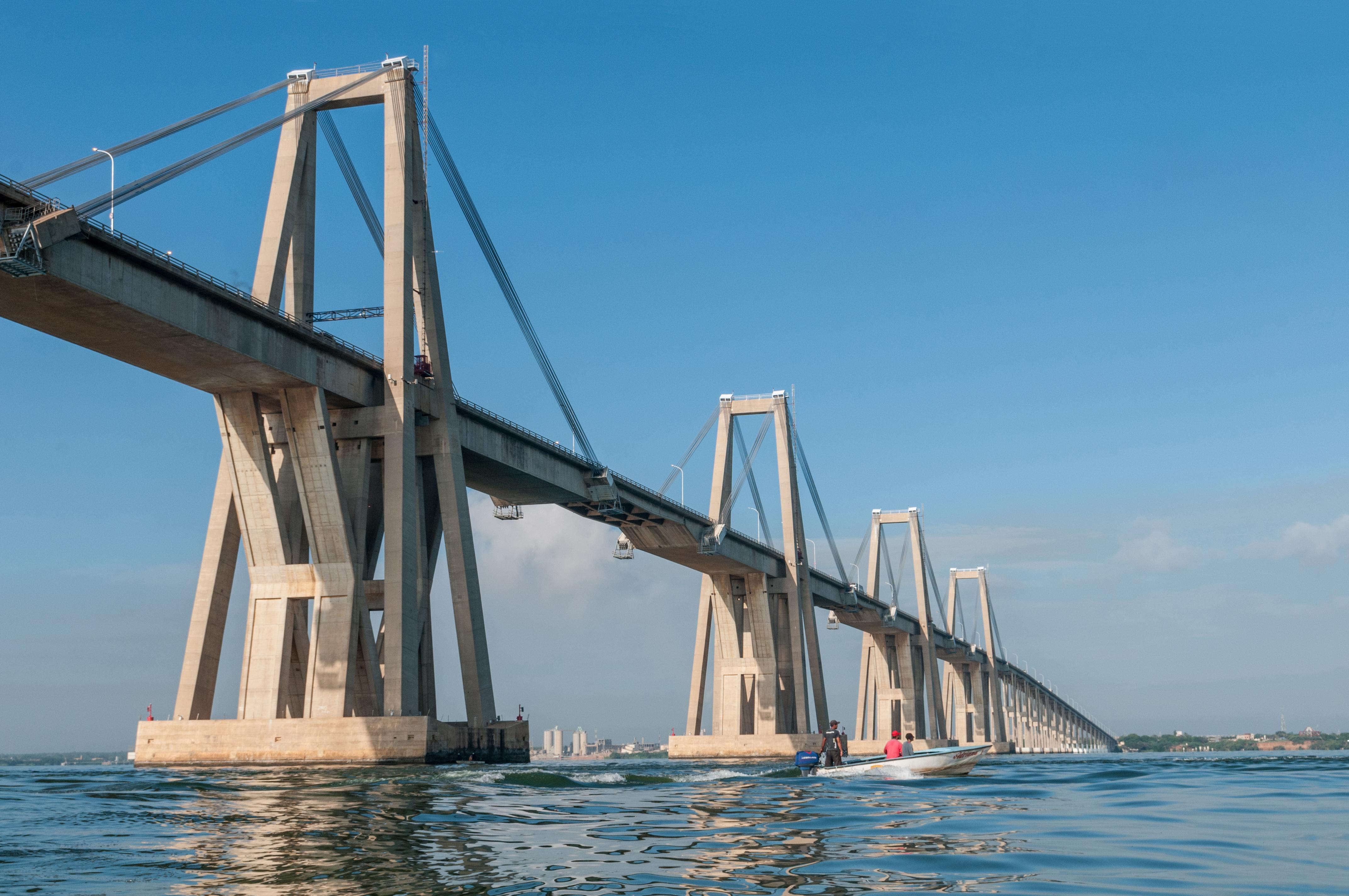
Мост Генерала Рафаэля Урданеты

Моранди родился в Риме. После окончания университета в 1927 году Моранди приобрел опыт в Калабрии в работе с железобетоном. После возвращения в Рим, чтобы открыть свою фирму, он продолжал техническую разведку армированных и предварительно напряженных железобетонных конструкций, а также приступил к разработке ряда новых сооружений и мостов.
Моранди был назначен профессором конструкции мостов как в Университете Флоренции так и в Университете Рима.

## Проекты
- Ponte Morandi (Toscana)[итал.], Италия, 1953.
- Мост Пауля Зауэра, Восточный Мыс, ЮАР, 1956
- Понте Америго Веспуччи, Флоренция, Италия, 1957
- Виадук Fiumarella, Катандзаро, Италия, 1960
- Мост Kinnaird, Каслгар, Канада, 1960
- Мост Генерала Рафаэля Урданеты, озеро Маракайбо, Венесуэла, 1962, частично обрушившегося в 1964 году после удара танкера[4]
- Понте-Моранди, часть Виадука Полчевера, Генуя, Италия, 1967, четыре вантовых пролёта, частично обрушился 14 августа 2018 года[5]
- Пуэнте-де-ла-Унидад Националь, река Гуаяс, Гуаякиль, Эквадор, 1970, балочный мост
- Мост Вади-Эль-Куф, Ливия, 1971, три вантовых пролёта (в течение семи лет 281-метровый центральный пролёт был самым длинным железобетонным вантовым пролётом в мире)[6]
- Мост Карпинето, Потенца, Италия, 1973, три вантовых пролёта
- Мост Пумарейо через реку Магдалена, Барранкилья, Колумбия, 1974

Он также принимал участие в строительстве линии электропередач, которые пересекают Мессинский пролив.
Вантовые мосты отличаются у Моранди малым числом опор, чаще всего две в пролёте и часто изготовлены из предварительно напряженного железобетона вместо более привычных стальных тросов.
Чтобы пройти проверку на безопасность, мосты Моранди требуют значительного технического обслуживания и регулярного ремонта. Третий пролёт Понте-Моранди рухнул в Генуе 14 августа 2018 года — 43 погибших. Два других главных пролёта остались стоять. Причина аварии остается неизвестной. В 2016 году мост Моранди был описан как «поражение инженерии». Это было связано с ростом затрат на техническое обслуживание. В октябре 2017 года мост Вади-Эль-Куф был закрыт из соображений безопасности, когда после проверок были выявлены потенциальные трещины в конструкции.